# Makirakauz
Der Makirakauz (Athene roseoaxillaris, Syn. Ninox roseoaxillaris) ist eine wenig erforschte Eulenart aus der Gattung der Steinkäuze (Athene). Er wird häufig als Unterart des Salomonenkauzes (Athene jacquinoti) angesehen. Das Handbook of the Birds of the World unterstützt jedoch seit 2014 die Anerkennung als eigenständige Art.

## Merkmale
Der Makirakauz erreicht eine Größe von 21 cm. Bei einem gemessenen Exemplar beträgt die Flügellänge 157 mm und die Schwanzlänge 87 mm. Die Augenbrauen sind undeutlich gelblichbraun, die Kehle ist weißlich und die Oberseite ist zimt-rötlichbraun mit kleinen hellen Flecken am Oberkopf und an den Flügeldecken. Am Nacken sind einige gelblich-ockerbraune, rundliche Flecken zu erkennen. Die Unterseite ist orange mit einer blassen hellen Bänderung. Die Achselfedern sind hellrosa. Die Iris ist schwärzlich oder schwärzlich-braun. Der Schnabel ist hornfarben. Das Gefieder der juvenilen Vögel ist unbeschrieben.

## Lautäußerungen
Der Ruf besteht aus einer Reihe von tiefen „poop“-Tönen, die ungefähr einmal pro Sekunde zu hören sind. Sie variieren in Höhe und Zeitspanne. Eine Reihe dauert mehrere Minuten. Ein dreisilbiges „ko-he-go“ ist ebenfalls bekannt.

## Verbreitungsgebiet
Der Makirakauz kommt auf Makira (früher San Cristobal) in den südöstlichen Salomonen vor. Möglicherweise gibt es auch Vorkommen auf Ugi und Owariki.

## Lebensraum und Lebensweise
Der Makirakauz bewohnt Tieflandwälder in Höhenlagen bis mindestens 920 m. Er ruht tagsüber im Dickicht und ist gelegentlich im Unterholz aktiv. Über seine Lebensweise ist nichts bekannt.

## Status
Die IUCN klassifiziert den Makirakauz in der Kategorie „gefährdet“ (vulnerable). Er wird als selten beschrieben mit einem geschätzten Bestand von 3500 bis 15000 Exemplaren. Bisher wurden drei Proben gesammelt und es gibt eine Handvoll Lebendsichtungen. Im Jahr 2006 galt der Makirakauz als ziemlich häufig an zwei Orten auf Makira. Die Hauptgefährdung geht von dem Verlust der Tieflandwälder aus. Für einen Großteil des Flachlands gibt es bestehende oder geplante Abholzungslizenzen der Nutzholzindustrie. Forschungsarbeit hinsichtlich der Bestandsgröße, der Lebensweise und der Fortpflanzungsbiologie des Makirakauzes ist nötig.